# Bois-de-Céné
Bois-de-Céné je francouzská obec v departementu Vendée v Pays de la Loire.